# Elsner
Elsner je priimek v Sloveniji, ki ga je po podatkih Statističnega urada Republike Slovenije na dan 1. januarja 2010 uporabljalo 35 oseb in je med vsemi priimki po pogostosti uporabe uvrščen na 9.436. mesto.

## Znani slovenski nosilci priimka
- Branko Elsner (1929—2012), športni pedagog in nogometni strokovnjak
- Branko Elsner mlajši (*1956), nogometni trener
- Marko Elsner (1960—2020), nogometaš, trener
- Luka Elsner (*1982), nogometaš, trener
- Marko Elsner Grošelj (*1959), pesnik, dramatik, esejist
- Rok Elsner, nogometaš
- Tanja Elsner (*1993), kolesarka

## Znani tuji nosilci priimka
- Daniel Elsner (*1979), nemški teniški igralec
- Moritz Elsner (1809—1894), nemški žurnalist in politik
- Norbert Elsner (1940—2011), nemški zoolog in nevrobiolog, dopisni član Slovenske akademije znanosti in umetnosti